# 安德烈·若利韦
安德烈·若利韦（法語：André Jolivet，法語發音：[ɑ̃dʁe ʒɔlivɛ]；1905年8月8日—1974年12月20日），法国20世纪著名作曲家。

## 生平
若利韦生于一个艺术家的家庭。他早年跟作为钢琴家的母亲学习音乐，在15岁时就自己构思了一部芭蕾，自己设计音乐，布景和情节。后来他从勒弗莱姆学习，在听了勋伯格的音乐后，受到深刻影响，后来又从瓦雷兹学习。1936年，他和梅西安等青年作曲家发起成立“青年法兰西小组”，反对当时盛行的新古典主义创作风格。1945年他出任法国喜歌剧院的音乐指导，1961年受聘为巴黎音乐学院教授。1974年逝世于巴黎。

## 音乐
若利韦的音乐作品和写作风格都十分多样。他是一位大胆革新的作曲家，喜欢采用无调性和各种东方调式创作，运用新奇的和声和音色，创造出独特的音响效果。他特别擅长为管乐器写作，同时也为马特诺电子琴创作了许多作品。总的来说，他的成就虽然不及梅西安，但仍然是一位颇具可听性的作曲家。

## 延伸阅读
- Barbara Kelly: "André Jolivet". Grove Music Online, ed. L. Macy. Accessed 28 May 2005. (subscription access)（页面存档备份，存于）.
- Arthur Hoérée, Richard Langham Smith: "André Jolivet". Grove Music Online (OperaBase), ed. L. Macy. Accessed 28 May 2005. (subscription access)（页面存档备份，存于）.
- Association "Les amis d'André Jolivet" web site, accessed 16 June 2005  （页面存档备份，存于）